# Saarbrücker Hefte
Saarbrücker Hefte – Die saarländische Zeitschrift für Kultur und Gesellschaft ist eine der ältesten noch aktiven saarländischen Zeitschriften. Sie verfolgt das Ziel, die kulturelle und politische Debatte im Saarland zu beleben. Sie erscheint zweimal jährlich, wird im Abonnement vertrieben sowie in den regionalen Buchhandlungen und online verkauft.
Die Saarbrücker Hefte veröffentlichen Originalbeiträge, die sich mit Politik, Geschichte, Kunst, Kultur und Lebenswelten in Saarbrücken, dem Saarland und dem Saar-Lor-Lux-Raum befassen. Es erscheinen Reportagen und Dokumentationen, Kommentare, Fachaufsätze, Kritiken und Analysen. Die Hefte richten sich an eine kulturell und politisch interessierte Leserschaft.

## Ausrichtung
Die Hefte verstehen sich als kritischer Beobachter der aktuellen gesellschaftlichen, kulturellen, wirtschaftlichen und politischen Entwicklungen im Saarland und der länderübergreifenden Region.
Ein Schwerpunkt ist die Erinnerung an die demokratischen und fortschrittlichen Traditionen sowie an Persönlichkeiten und Bewegungen, die für ein kosmopolitisches Saarland stehen.
Neben der Vergangenheitspolitik stehen Umweltthemen, Stadtentwicklung, Verkehrspolitik, aktuelle Entwicklungen des Sozialen- und Gesundheitsbereichs im Mittelpunkt der Hefte. Traditioneller Teil jeder Ausgabe ist eine Galerie, in der Arbeiten saarländischer Künstler präsentiert werden. Auch literarische Erstveröffentlichungen und Buchbesprechungen finden regelmäßig Platz in den Heften.

## Wichtige Aufsätze
- Julian Bernstein wurde 2018 für seinen Text „Historiker als Mythenproduzenten“[1] über die NS-Vergangenheit des früheren saarländischen Ministerpräsidenten Röder mit dem „Alternativen Medienpreis“ prämiert.[2]
- Hans Horch über die Familie Röchling und die politische Kultur im Saarland.[3]
- Josef Reindl über die Industriekultur im Saarland.[4]
- Erich Später über die NS-Vergangenheit von Heinrich Schneider[5] und Franz Josef Röder[6], sowie über die Justizpraxis des Stellvertretenden CDU-Landesvorsitzenden Erwin Albrecht.
- Bombenanschlag auf die Ausstellung „Vernichtungskrieg – Verbrechen der Wehrmacht“[7], der im Jahr 1999 verübt wurde.
- Wilfried Voigt über die Skandale der CDU-Politikerin Annegret Kramp-Karrenbauer.[8] Zuletzt recherchierte er die Umstände der Ermordung von Samuel Kofi Yeboah[9][10] in Saarlouis 1991, zudem wurde eine Chronik rechter Gewalt seit dieser Zeit im Saarland veröffentlicht.
- Geschichte des deutschen Kolonialismus im Saarland.[11][12]
- Corona-Leugner Szene im Saarland.[13][14]

### Röder-Debatte
Die Saarbrücker Hefte initiierten eine Debatte zur NS-Vergangenheit des ehemaligen saarländischen CDU-Ministerpräsidenten Franz Josef Röder an und spielten in der umfassenden, öffentlich ausgetragenen Auseinandersetzung eine wesentliche Rolle.

## Gründung
Die Geschichte der Saarbrücker Hefte begann im Jahr 1955, als das Saarland noch eine mit Frankreich verbundene autonome Republik war. Der erste Präsident des saarländischen Landtags, Bürgermeister der Landeshauptstadt, Widerstandskämpfer und Sozialdemokrat Peter Zimmer schrieb in seinem Geleitwort zum Heft Nummer 1:
„Als der Wunsch an mich herangetragen wurde, die Stadt Saarbrücken möge die Herausgabe einer repräsentativen Zeitschrift für das Saarland und seine Nachbarräume ermöglichen, habe ich mit Freuden meine Unterstützung zugesagt. Saarbrücken, die Hauptstadt des Saarlandes ist zugleich der Repräsentant unserer Heimat, ist seit alter Zeit ihr wirtschaftliches und kulturelles Zentrum. Daraus erwächst die Pflicht, ein so ernsthaftes Vorhaben wie die Saarbrücker Hefte in jeder Weise zu fördern. Dass die Zeitschrift gegenwartsbetont sein soll, will mir besonders gefallen, besitzen wir doch eine aufstrebende Universität, ein führendes Theater, ein gut ausgestattetes Museum, beachtliche vor- und frühgeschichtliche Sammlung, eine Kunstschule, ein Konservatorium, Volkshochschulen und andere Bildungsstätten von Bedeutung: Kräfte an allen Orten, die bereit und fähig sind, dem kulturellen Wollen unserer Heimat Ausdruck zu geben. Ich wünsche der Zeitschrift, die vor […] vielseitigen Aufgaben gestellt ist, guten Erfolg im Saarland und bei allen, die es schätzen.“

## Finanzierung
Der erste Herausgeber war das Saarbrücker Kultur- und Schulamt, bzw. der damalige städtische Konservator Dieter Heinz. Im Jahr 1989 übernahm dann der gemeinnützige Verein Saarbrücker Hefte e. V. die Publikation und machte daraus „Die saarländische Zeitschrift für Kultur und Gesellschaft“. Bis 2006 wurden die Hefte aus dem städtischen Haushalt und zuletzt aus dem persönlichen Verfügungsfond der Oberbürgermeisterin Charlotte Britz gefördert. Nach 65 Jahren stellten der Oberbürgermeister Uwe Conradt und eine Mehrheit im Stadtrat aus CDU, der Grünen und der FDP die städtische Förderung der traditionsreichen Zeitschrift ein.
Abonnements, Verkauf und Anzeigen bilden neben privaten Spenden und geringen, anderweitigen öffentlichen Zuwendungen die Finanzierungsgrundlage der Saarbrücker Hefte. Die Hefte fühlen sich verpflichtet die veröffentlichten Beiträge zu honorieren.
Derzeitige Pläne sehen eine weitere Professionalisierung der redaktionellen Arbeit und des Erscheinungsbilds der Saarbrücker Hefte vor. Die bisherigen Ausgaben sollen der Öffentlichkeit in einem Digitalarchiv zur Verfügung gestellt werden.

## Wahrnehmung
Es gibt kaum saarlandverbundene Autoren, die noch nichts für die Hefte geschrieben haben. Dementsprechend werden die Hefte in saarländischen Medien stark wahrgenommen. Sie sind „ein Exot in der leider überschaubaren regionalen Medienlandschaft und gerade deswegen unverzichtbar“, „die einzige ernstzunehmende Kulturzeitschrift des Landes“, sie sind „die Saarbrücker Debatten-Beleber“, „sie haben sich dem Ziel verschrieben gegen den Filz anzuschreiben“, sie „geben unbequemen Meinungen den Raum“, sie „stellen verstaubte Überlieferungen und Interpretationen in Frage“. Betroffene Personen und Institutionen titulierten sie schon mal als „Saarlandleaks“ und „die grüne Enthüllungsplattform“.

## Redaktion
Seit ihrer Gründung werden die Hefte von einer ehrenamtlichen Redaktion geleitet. Der Redaktion gehören (Stand 2021) an: Bernhard Dahm, Klaus Gietinger, Sadija Kavgić (v.i. S.d.P.), Dietmar Schmitz (Vereinsvorsitzender), Wilfried Voigt, Laura Weidig.

### Redakteure bisher
Marlene Apmann, Georg Bense, Julian Bernstein, Peter Bierbrauer, Mirka Borchardt, Dirk Bubel, Bernhard Dahm, Ilka Desgranges, Angela Fitz, Yvonne Fleischhut, Klaus Gietinger, Harald Glaser, Mechthild Grandmontagne, Jörg W. Gronius, Hans Horch, Achim Huber (v.i.S.d.P.), Sadija Kavgić (v.i.S.d.P.), Eberhard Knödler-Bunte, Hermann Kotthoff, Eva Labouvie, Uwe Loebens (v.i.S.d.P), Mazhar Mohammad, Bernd Nixdorf, Josef Reindl, Dietmar Schellin, Dr. Armin Schmitt, Dietmar Schmitz, Peter Schmitt-Egner, Ralph Schock, Iris Schumacher, Herbert Temmes (v.i.S.d.P.), Elisabeth Thalhofer, Laura Weidig, Dr. Herbert Wender (v.i.S.d.P.), Reinhard Wilhelm, Wilfried Voigt.

### Autoren und Autorinnen (Auswahl)
Jürgen Albers, Konstantin Ames, Arnfrid Astel, Lothar Baier, Georg Bense, Micha Brumlik, Jo Enzweiler, Klaus Gietinger, Jörg W. Gronius, Alfred Gulden, Ludwig Harig, Eugen Helmlé, Reinhard Klimmt, Ivica Maksimovic, Till Neu, Stefan Ripplinger, Rolf Sachsse, Dagmar Schlingmann, Ralph Schock, Volker Schütz, Sikander Singh, Delf Slotta, Erich Später, Wilfried Voigt, Alena Wagnerová, Rena Wandel-Hoefer, Reinhard Wilhelm.